# Aegon
Aegon N.V. (AEGON), è un gruppo di assicurazioni vita, pensioni e prodotti di investimento. La direzione generale di Aegon è a l'Aja, nei Paesi Bassi. Alla fine del 2010, gli impiegati delle compagnie del Gruppo Aegon nel mondo erano circa 27.500 e i clienti approssimativamente 40 milioni.

## Storia
Aegon è stata fondata nel 1983 dalla fusione di AGO Holding N.V. (a sua volta creata dalla fusione di tre compagnie nel 1968) ed Ennia N.V. (anch'essa creata dalla fusione di tre compagnie nel 1969). La direzione generale negli Stati Uniti è a Cedar Rapids, nell'Iowa. Aegon nel 1994 ha acquistato la Scottish Equitable.
Nel 1998 ha costituito la Stonebridge International Insurance Ltd per creare e commercializzare una gamma di prodotti di assicurazione personale.
Nel 1999 Aegon ha acquistato la linea di business “assicurazioni vita” della Guardian Royal Exchange. Lo stesso anno ha anche acquistato la Transamerica Corporation.
Il 13 agosto 2007, Aegon e Merrill Lynch hanno annunciato una partnership strategica nelle aree delle assicurazioni vita e dei prodotti di investimento. Nell'ambito di questa partnership, Aegon ha acquistato due compagnie Vita di Merrill Lynch per 1,3 miliardi di dollari.
Il 28 aprile 2008, Alex Wynaendts è diventato, successivamente all'uscita di Donald J. Shepard per pensionamento, presidente del comitato esecutivo e CEO di Aegon N.V. a valle dell'assemblea generale degli azionisti: Donald Shepard ha annunciato il suo pensionamento a novembre del 2007, dopo 6 anni come presidente.
Il 28 ottobre 2008, il governo olandese e la Banca d'Olanda hanno dato ad Aegon una iniezione di capitale di 3 miliardi di euro in cambio di obbligazioni convertibili per creare una riserva di capitale e aiutare il gruppo nella crisi finanziaria.

## Operatività
Il business di Aegon si concentra su assicurazioni vita e pensioni, prodotti di risparmio e soluzioni di investimento. Il gruppo è anche attivo su prodotto complementari relativamente ad infortuni, malattia e assicurazioni danni, ed ha anche limitate attività bancarie. Aegon svolge la sua principale attività negli Stati Uniti (dove è fortemente rappresentata attraverso il World Financial Group e Transamerica Corporation), l'Olanda e il Regno Unito. Inoltre, il Gruppo è presente in molti altri paesi inclusi Canada, Brasile, Messico, Ungheria, Polonia, Romania, Slovacchia, Repubblica Ceca, Turchia, Spagna, Cina, Giappone, India, Francia e Italia.

## Sponsorizzazioni
Nel 2008 Aegon è diventata lo sponsor ufficiale della squadra di calcio AFC Ajax, con un accordo di 7 anni. Le maglie dell'Ajax hanno quindi il logo Aegon sul davanti. Aegon è diventato il terzo sponsor dell'Ajax (TDK ha sponsorizzato l'Ajax negli anni '80 e ABN AMRO l'ha invece sponsorizzata dal 1990 al 2008). Dalla fine del 2008 Aegon sponsorizza anche la Lawn Tennis Association che, all'interno del pacchetto di sponsorizzazione, prevede che il brand Aegon sarà presente su tutte le 4 colonne del British Tennis, inclusi molti tornei professionistici, uno dei quali è l'Aegon Championship, un torneo sull'erba che si tiene a giugno a Londra, succedendo a Stella Artois, che ha sponsorizzato l'evento dal 1979. Aegon sponsorizza anche il golfista professionista Zach Johnson, vincitore del Master Tournament nel 2007.